# ȡ
Cette page contient des caractères spéciaux ou non latins. S’ils s’affichent mal (▯, ?, etc.), consultez la page d’aide Unicode.
ȡ, appelé D bouclé, est un symbole non standard de l’alphabet phonétique international utilisé en sinologie. Il s'agit de la lettre D ‹ d › diacritée d’une boucle.

## Utilisation
Dans l’alphabet phonétique international non standard utilisé en sinologie, le symbole [ȡ] représente une consonne occlusive alvéolo-palatale voisée, habituellement considérée comme une consonne occlusive palatale voisée transcrite [d̠ʲ] ou [ɟ̟] avec l’alphabet phonétique international standard.

## Représentations informatiques
Le d bouclé peut être représenté avec les caractères Unicode suivants (Alphabet phonétique international) :
| formes    | représentations | chaînes de caractères | points de code | descriptions                     |
| --------- | --------------- | --------------------- | -------------- | -------------------------------- |
| minuscule | ȡ               | ȡ                     | U+0221         | lettre minuscule latine d bouclé |